# Kosttor-Kaserne
Die Kosttor-Kaserne für die Artillerie war eine der ältesten Kasernen der Garnison München. Sie wurde im frühen 18. Jahrhundert erbaut und lag auf einem Gelände, das heute von der Maximilianstraße durchschnitten wird.

## Geschichte
Im 18. Jahrhundert war die Kosttor-Kaserne der wichtigste Artilleriestützpunkt der Münchner Garnison.
Das Kasernengebäude war um 1800 zweigeschossig, etwa 74 m lang, bis zu 12 m breit und ca. 7 m hoch. Zu dieser Zeit bot die Kaserne Platz für 420 Soldaten.
In der Zeit zwischen 1800 und 1803 wurde die Bausubstanz stark verschlissen, welche Einheiten damals in der Kosttor-Kaserne einquartiert waren, ist unbekannt. Das 2. Linien-Infanterie-Regiment „Kurprinz“ war 1803/04 dort untergebracht. Im Gefolge des Vierten Koalitionskrieges wurden 1806 französische Soldaten in der Kosttor-Kaserne einquartiert. Sie zogen bereits im Mai 1806 wieder ab.
Den Franzosen folgte ein Artillerieregiment. Im Jahr 1808 war die Kaserne mit 430 Soldaten stärker belegt als 1800, während 1820 nur noch Platz für 310 Mann vorgesehen war. Ab 1820 befand sich der Profos des Artillerieregiments in der Kaserne, weiterhin Monturdepot, Regimentskanzlei und eine Schneiderwerkstatt. Bereits seit 1800 gab es eine Kasernenmetzgerei.
Im Jahr 1826 befanden sich ein Arrestlokal, eine Krankenstube, die Regimentskasse und eine Regimentsschule in der Kaserne. Die Belegungsstärke betrug 232 Mann. Diese sank 1833 auf 226 Soldaten, der Profoß war ins Adjutantenhaus umgezogen.
Der Bauzustand der Kaserne wurde 1852 als „mittelmäßig“ eingestuft. Zu dieser Zeit waren 265 Soldaten in der Kosttor-Kaserne stationiert. Aufgrund der Mitte des 19. Jahrhunderts projektierten Maximilianstraße war der Abriss der Anlage absehbar. Ab Herbst 1853 wurde ein Teil des Gebäudes abgebrochen, im weiterhin intakten Südflügel der Kaserne waren zu dieser Zeit noch Soldaten untergebracht. Im September 1855 wurde auch dieser geräumt und vollständig abgerissen. Im Frühjahr 1857 wurde das Gelände für 31.456 Gulden an König Maximilian II. verkauft.